# Würzberg
Würzberg ist mit 509 Metern der höchstgelegene Stadtteil von Michelstadt im südhessischen Odenwaldkreis. Bekannt ist der Ort durch die archäologischen Zeugnisse des römischen Limes, den hier gelegenen Eulbacher Park beim Jagdschloss Eulbach und den Sender Würzberg des Hessischen Rundfunks.

## Geografische Lage und Siedlungsstruktur

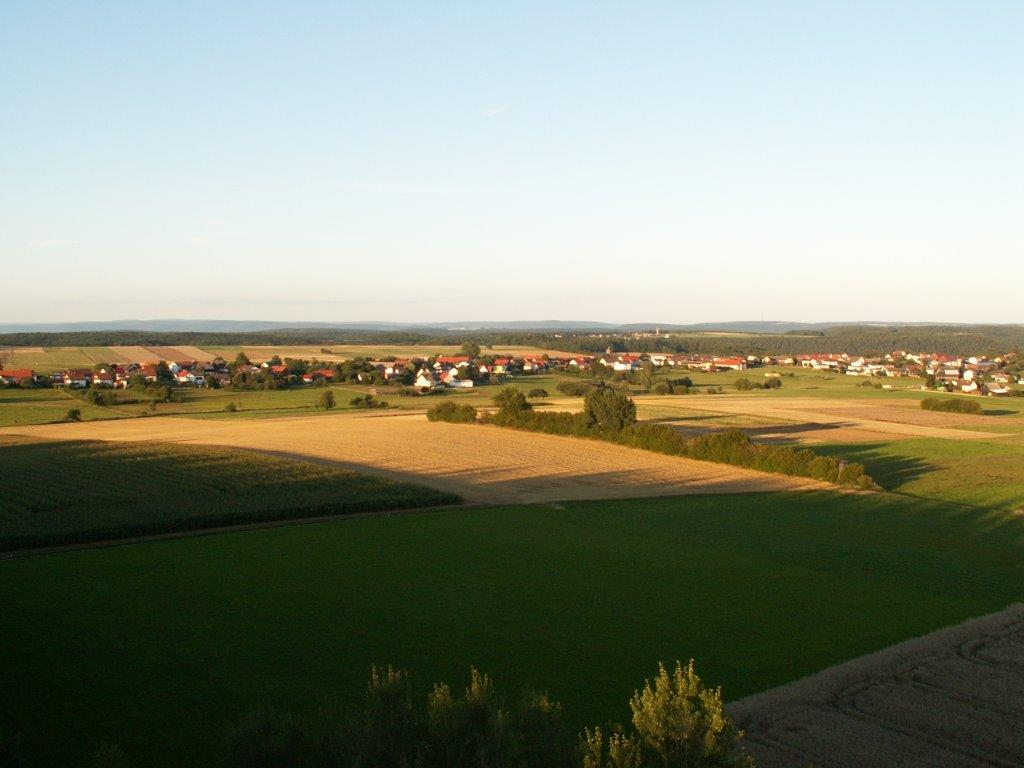
Blick von Südwesten auf das Dorf Würzberg, erkennbar die Streifenflur des Waldhufendorfes und im Hintergrund das bayerische Nachbardorf Boxbrunn.

Das offene Dorf Würzberg liegt im Buntsandstein-Odenwald, ca. 7 km östlich von Erbach und 6,4 km nordwestlich der Kernstadt. Das Gebiet des Stadtteils besteht aus der Gemarkung Würzberg mit einer Fläche von 1493 Hektar, davon sind 812 Hektar Wald.
Würzberg ist der südöstlichste Stadtteil von Michelstadt. Die Gemarkung erstreckt sich in Nord-Süd-Richtung auf einer Länge von acht Kilometern entlang der hessisch-bayerischen Landesgrenze auf dem Höhenzug, der das Mümlingtal im Westen vom Mudtal im Osten trennt. Die höchste Erhebung liegt mit 544 Metern im Westen der Gemarkung im Wald beim Friedhof und hat wegen ihrer geringen Schartenhöhe keinen eigenen Namen; der Rote Buckel südöstlich davon erreicht 540,2 Meter. Die Ortslage befindet sich auf 480 bis 537 m ü. NHN.
Der Hauptteil der Gemarkung entwässert nach Osten über Mangelsbach und hauptsächlich Heinstermühlbach (früher auch Steinbächel genannt), die im Waldbach zusammenfließen, in Richtung Mud und Main. Wo der Heinstermühlbach nach Bayern hin bei der namengebenden ehemaligen Mühle die Gemarkung verlässt, befindet sich mit ca. 370 Höhenmetern der tiefste Punkt des Ortes. Lediglich ein kleiner Zipfel im Süden Würzbergs mit der Quelle der hier Euterbach genannten Itter entwässert Richtung Neckar; der Euterbach verlässt die Gemarkung im Eutergrund in ca. 403 Höhenmetern. An einigen Stellen in der Gemarkung gibt es in Senken im Gelände keine unmittelbare Entwässerung durch ein Fließgewässer. Dort bestanden historisch Hochmoore, die allerdings heute als prägende Landschaftsform durch Kultivierungsmaßnahmen weitgehend verschwunden sind. Nur im Gemarkungsteil mit dem Namen Mies (süddeutsch = ’Sumpf‘, ’Moor‘) sind zwischen dem Römerkastell und der Quelle des Euterbachs noch kleine Reste mit der typischen Vegetation (u. a. Torfmoose, Wollgräser, Arnika und Rundblättriger Sonnentau) anzutreffen, der größte Teil ist dort jedoch nach Nadelholz-Bepflanzung seit dem 19. Jahrhundert und Wiesennutzung trockengefallen. Die Flurbezeichnung Wasserlöcher nordöstlich des Römerkastells, heute Ackerland, erinnert ebenfalls noch an den alten Zustand, und der unweit davon verlaufende „Seeweg“ verweist auf eine in diesem Bereich im 19. Jahrhundert zur winterlichen Eisgewinnung angelegte Wasserfäche ohne Abfluss, die jedoch bereits um 1900 trockengelegt wurde. Auch beim Gelände des seit Anfang des 19. Jahrhunderts angelegten Eulbacher Parks und seiner Umgebung handelt es sich größtenteils um eine ehemalige Hochmoorfläche.
Die Feldflur von Würzberg zeigt das typische Streifenmuster eines Waldhufendorfes. An ihm orientiert sich der höher gelegene und ältere Teil des Ortes als ein in einer leichten Einsenkung der so genannten Würzberger Platte angelegtes Reihendorf. Im 19. Jahrhundert siedelten sich im tiefer gelegenen Teil der Rodungs- und Siedlungsfläche im Südosten kleinere Hausbesitzer an, die mehrheitlich als Tagelöhner und Kleingewerbetreibende – zum Teil verbunden mit einer Kleinlandwirtschaft – ihren Lebensunterhalt verdienten. Dieser im örtlichen Sprachgebrauch „Vorstadt“ genannte Bereich durchbricht durch seine unregelmäßige Struktur das an den Hufen ausgerichtete sonstige Siedlungsbild.
Zur Gemarkung Würzberg zählen die beiden eingemeindeten Weiler Mangelsbach und Eulbach (der letztgenannte an der Stelle eines im Dreißigjährigen Krieg abgegangenen eigenständigen Dorfes), ebenso die östlich des Euterbachs gelegenen vier Häuser in der Tallage Eutergrund (die westlich gelegenen Häuser bilden den Ortsteil Bullauer Eutergrund und gehören politisch zur Kreisstadt Erbach). Weiterhin sind als weitab vom Dorf liegende bewohnte Einzellagen zu nennen: die Heinstermühle im Tal des nach ihr benannten Bachs unmittelbar an der Grenze zu Bayern, das ehemalige Torwärterhaus Hubertus, an einem Waldweg nach Bullau an der Grenze zwischen den erbach-erbachischen und erbach-fürstenauischen Waldbesitzungen gelegen, und das Forsthaus Sylvan im Wald nahe Eulbach, unmittelbar an der Gemarkungsgrenze an einem alten Fußweg nach Michelstadt. Zwei weitere Wohnplätze, das Forsthaus Lichte Platte an der Straße von Eulbach nach Norden an der Grenze zur historischen Herrschaft Breuberg und das Torwächterhaus Aurora an der Straße von Eulbach Richtung Osten nach Amorbach an der Grenze zu Bayern, wurden in den Jahren 1919 und 1920 aufgegeben und zum Abbruch versteigert.

## Geschichte

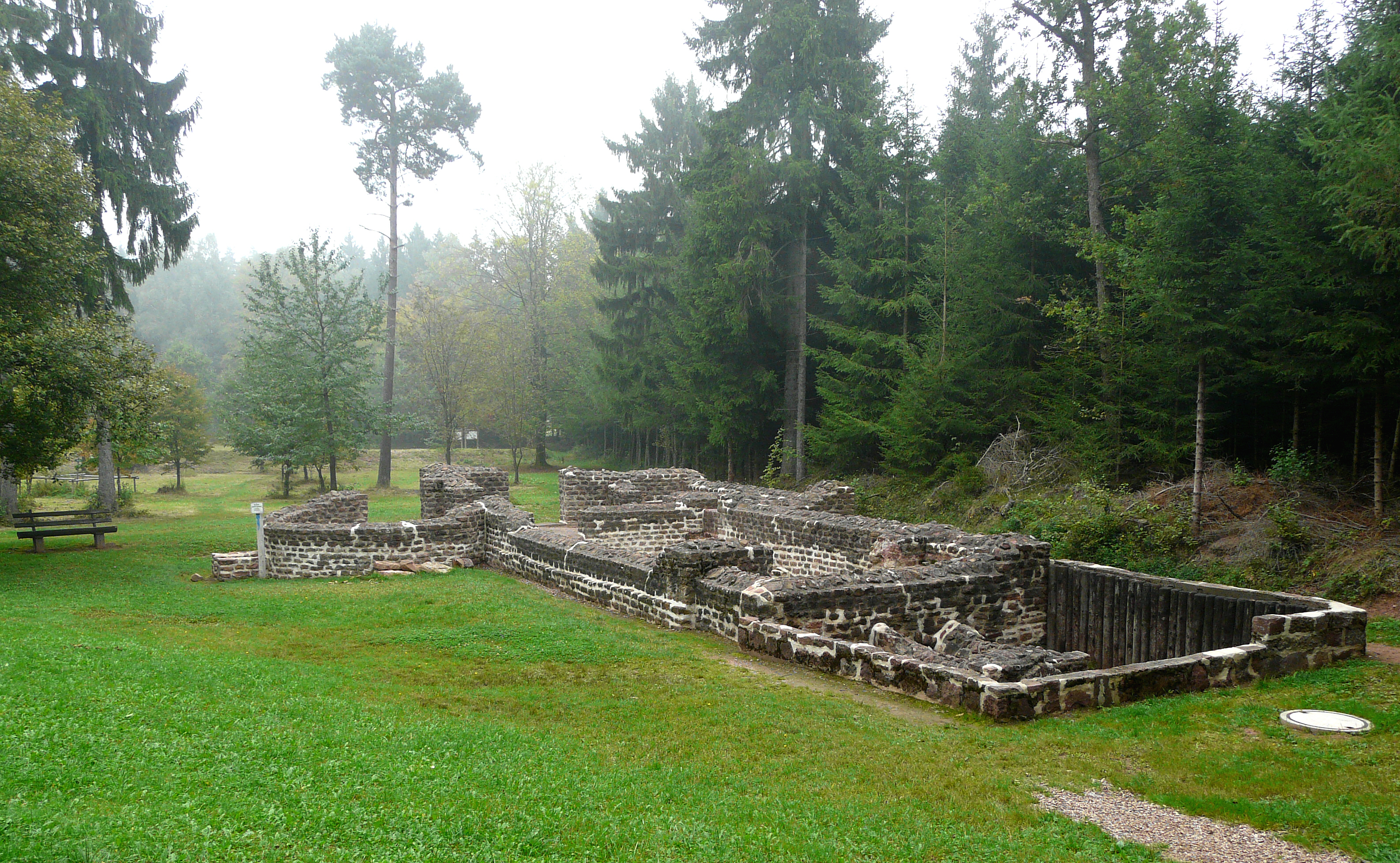
Reste der römischen Therme (Römerbad) beim Kastell Würzberg (Wall erkennbar im Hintergrund)

### Ortsgeschichte
In römischer Zeit verlief auf dem Würzberger Höhenzug der Neckar-Odenwald-Limes, dessen Trasse an einer Reihe archäologisch nachgewiesener Wachtturmstellen als Denkmäler in der Gemarkung erkennbar ist. Zwei Römerkastelle lagen hier, das Kastell Eulbach etwa zwei Kilometer nördlich und das Kastell Würzberg zwei Kilometer südlich des Dorfes. Eine durchgehende Besiedlung wie bei den großen römischen Stadtgründungen gab es jedoch nicht, die Siedlungsform Waldhufendorf legt vielmehr eine planmäßige Anlage des heutigen Dorfes Würzberg als Rodungssiedlung während des mittelalterlichen Landesausbaus im 11. und 12. Jahrhundert nahe, wobei eine aktive Rolle des Klosters Amorbach zu unterstellen ist. Die älteste erhalten gebliebene urkundliche Erwähnung als Wizberg datiert von 1310; 1426 ist der Ortsname als Werzeberg und 1496 als Witzberg belegt.

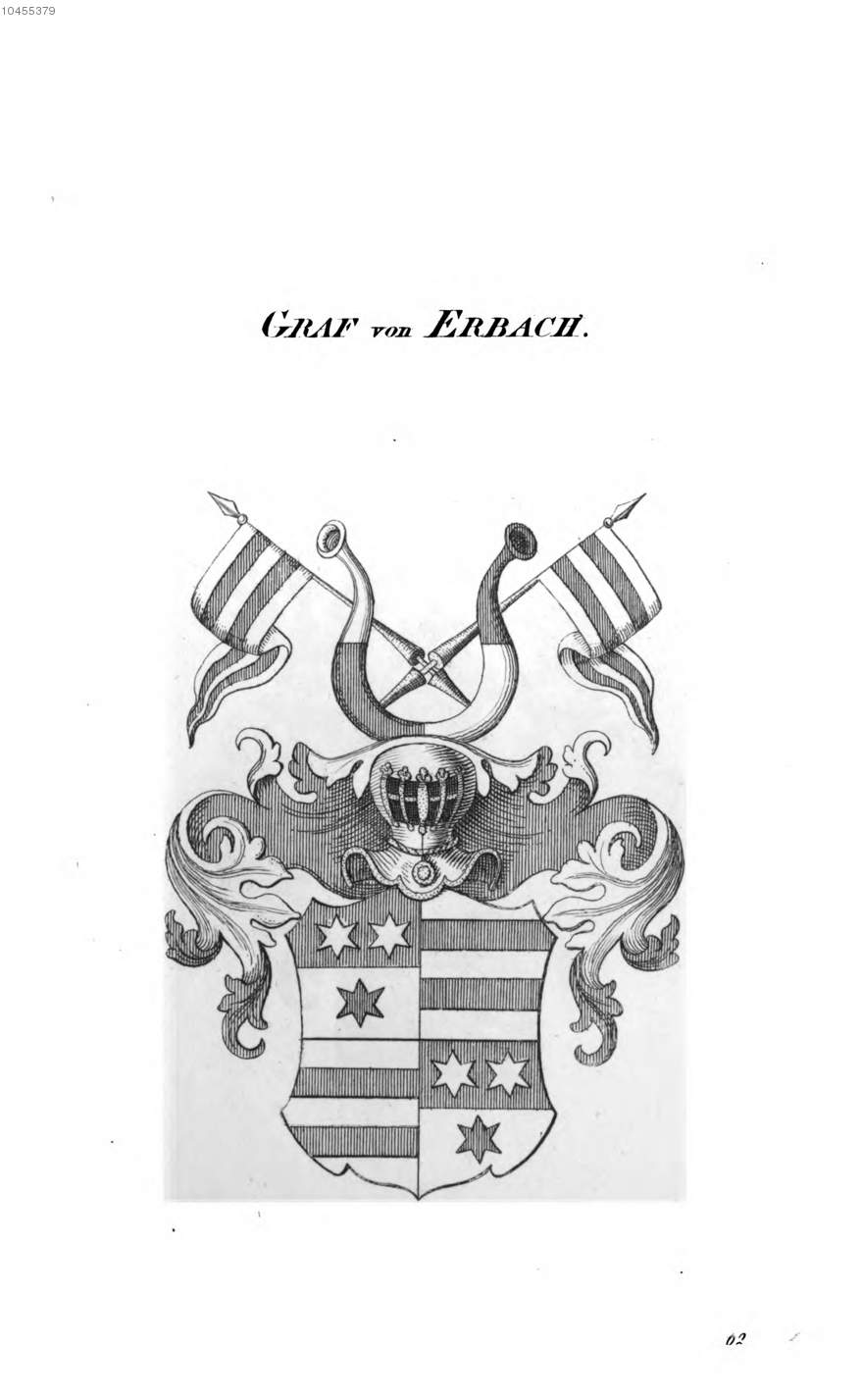
Wappen der Grafen zu Erbach und Herren zu Breuberg

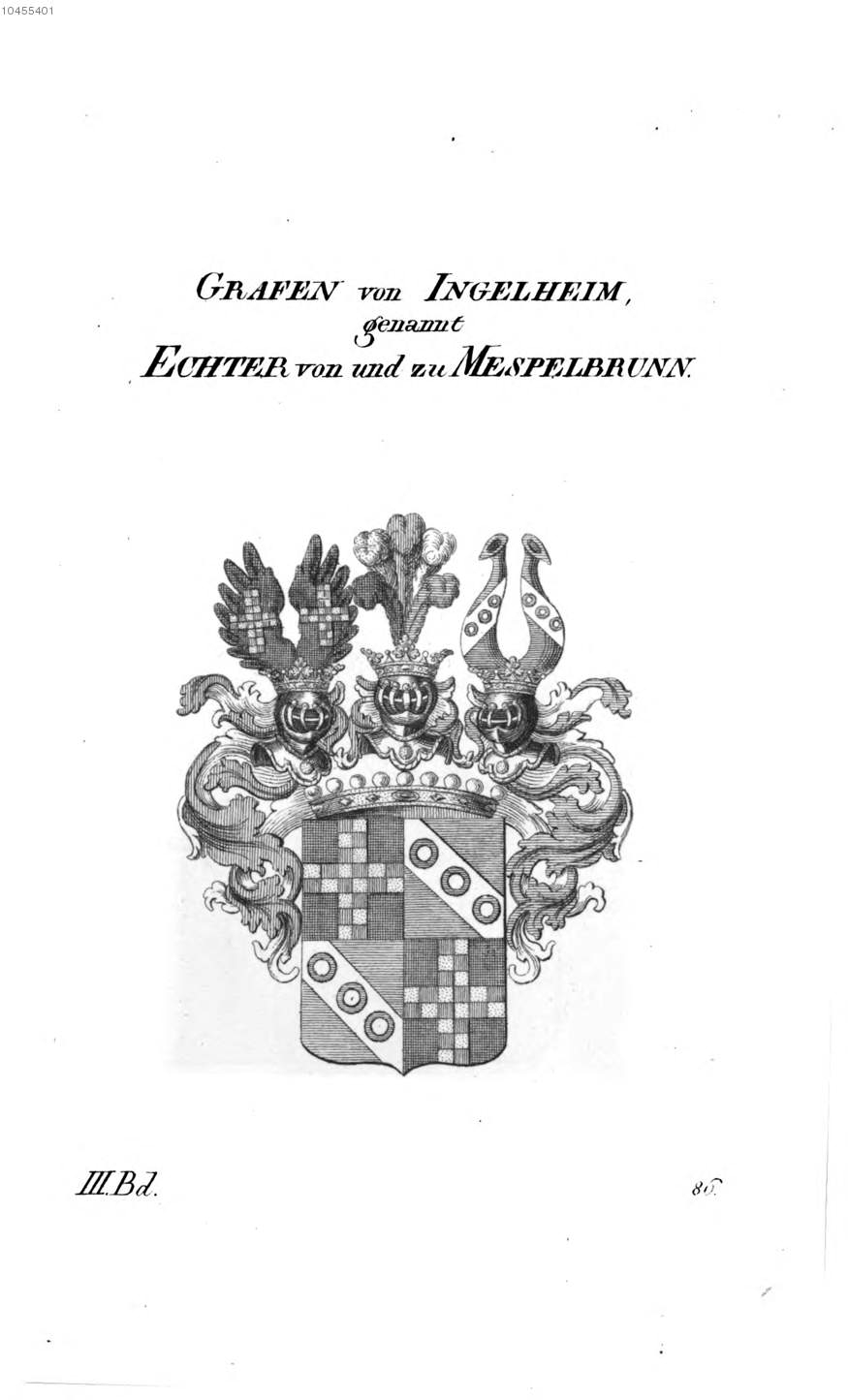
Wappen der Grafen von Ingelheim, genannt Echter von und zu Mespelbrunn

Nach dem Dreißigjährigen Krieg war der Ort mit nur noch zwei Männern und deren Angehörigen nahezu entvölkert und wurde neu besiedelt. Es bestanden – an alte Besitzrechte anknüpfend – zwei selbständige Dörfer, Ober-Würzberg im Westen und Unter-Würzberg im Osten und Süden. Ober-Würzberg unterstand vollständig den Grafen von Erbach, im größeren Unter-Würzberg hatten die Grafen von Ingelheim in der Nachfolge des Ministerialengeschlechts der Echter als ursprüngliche örtliche Lehensnehmer der Landgrafen von Hessen Vogteirechte und die „Niedere Gerichtsbarkeit“ inne. So gab es einen „gräflich-erbachischen Schultheißen“ in Ober-Würzberg und einen „gräflich-ingelheimischen Schultheißen“ in Unter-Würzberg.
1806 wurde die Grafschaft Erbach durch das Großherzogtum Hessen mediatisiert, wobei aber alte Rechte der Erbacher und Ingelheimer Grafen in Ober- und Unter-Würzberg gewahrt blieben. Würzberg gehörte, nachdem die Erbacher Grafen 1817 die verbliebenen Rechtstitel der Grafen von Ingelheim von diesen erworben hatten, vollständig zum Amt Erbach. Nach Absprachen mit dem Großherzogtum wurde 1822 eine Verwaltungsreform vorgenommen und Würzberg gehörte nun zum Landratsbezirk Erbach, ab 1852 zum Kreis Erbach (ab 1939: „Landkreis Erbach“), der – mit leichten Grenzberichtigungen – seit 1972 Odenwaldkreis heißt.
Nach Auflösung des Amtes Erbach 1822 nahm die erstinstanzliche Rechtsprechung für Würzberg das Landgericht Michelstadt wahr, ab 1879 das Amtsgericht Michelstadt.
Erst zwei Jahrzehnte nachdem die Erbacher Grafen 1817 die Rechte der Grafen von Ingelheim übernommen hatten, wurden Ober- und Unter-Würzberg 1838 unter dem Namen Würzberg zu einer politischen Gemeinde vereinigt. Die Gewannbezeichnung Ingelheimer Berge im nordöstlichen, heute im Eigentum der Evangelischen Kirche befindlichen Würzberger Wald erinnert an die alten Rechts- und Besitzverhältnisse.
In den Jahren 1927 und 1962 wurden die nördlich angrenzenden Weiler Mangelsbach und Eulbach, letzterer vor allem bestehend aus dem Jagdschloss der Grafen zu Erbach-Erbach und dem dazugehörenden Englischen Garten, in die Gemarkung Würzberg eingegliedert; die standesamtliche, schulische und kirchliche Zuständigkeit hatte schon zuvor bei Würzberg gelegen.

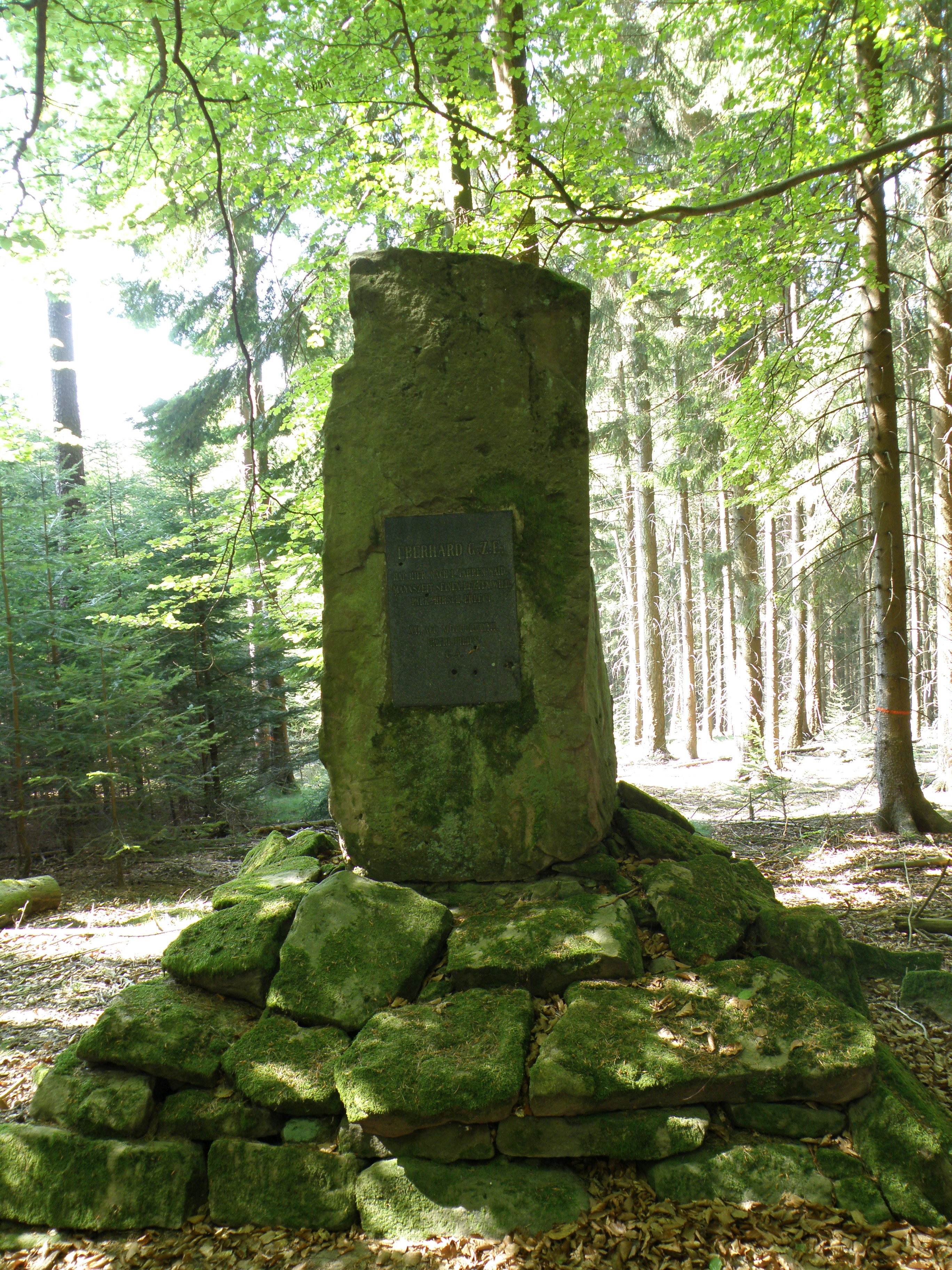
Der Eberhardstein mit der Inschrift EBERHARD G:Z:E: HAT HIER NACH L JAHREN WAIDMANNSZEIT SEINEN LETZTEN WILDPARK-HIRSCH ERLEGT. XXI. AUG. MDCCCLXXXIII. PATRI FILIUS G. A.

An die Zugehörigkeit weiter Flächen der heutigen Gemarkung zum Wildpark der Grafen zu Erbach-Erbach, der zeitweise ca. 3000 ha Fläche umfasste, in Teilen bis zum Ersten Weltkrieg bestand und das Dorf auf chaussierten Straßen nur durch von Torwächtern betreute Gattertore im Parkzaun zugänglich machte, erinnern unter anderem noch die Flurbezeichnung Gauls Tor beim Weiler Mangelsbach, der Wohnplatz Jägertor in Außenlage an der Hesselbacher Straße, das oben erwähnte ehemalige Torhaus Hubertus und mittelbar auch der Adlerstein. Wenige 100 Meter Luftlinie nördlich des Ortseingangs aus Richtung Eulbach steht im Hochwalddistrikt Vogelherdschlag neben dem so genannten Kutschenweg – knapp schon auf der Ernsbacher Gemarkung gelegen – der Eberhardstein, dessen Gedenktafel auf den ehemaligen Wildpark verweist.

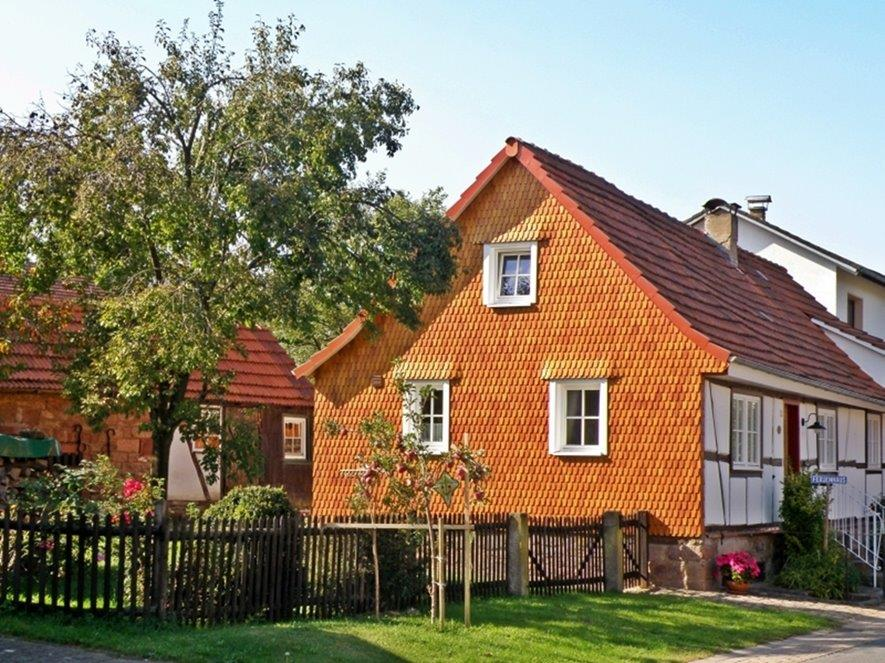
Versetztes Torwächterhaus vom Frankfurter Tor

Östlich der Dorfgemarkung schloss sich unmittelbar jenseits der hessisch-bayerischen Landesgrenze der noch größere umzäunte Wildpark der Fürsten zu Leiningen an. Hier befand sich als Zugang nach Würzberg aus Richtung Breitenbuch und Hesselbach das Frankfurter Tor, das ebenfalls als Flurbezeichnung fortlebt. Das dortige Torwächterhaus ist als Fachwerkhaus nach seinem Funktionsverlust im 19. Jahrhundert in die Würzberger „Vorstadt“ versetzt worden (Zum Römerbad 17) und steht unter Denkmalschutz.
Hessische Gebietsreform (1970–1977)
Die beiden letzten ehrenamtlichen Bürgermeister der selbständigen Gemeinde Würzberg waren nach Kriegsende 1945 Leonhard Walther (1945–1955) und Adam Damm (1955–1972). Die bis dahin selbständige Gemeinde Würzberg schloss sich im Zuge der Gebietsreform in Hessen zum 1. Februar 1972 freiwillig der Stadt Michelstadt an. Wie für alle nach Michelstadt eingegliederten Gemeinden wurde auch für Würzberg ein Ortsbezirk eingerichtet. Ortsvorsteher waren seither Werner Weyrauch (1972–1977), Adam Mohr (1977–1981), Willi Brohm (1981–1985), abermals Werner Weyrauch (1985–1995), Karl-Heinz Lang (1995–2006) und Matthias Weyrauch (2006–2016); seit 2016 hat Manuel Dingeldein das Amt inne.

### Verwaltungsgeschichte im Überblick
Die folgende Liste zeigt die Staaten und Verwaltungseinheiten, denen Würzberg angehört(e):
- vor 1718: Heiliges Römisches Reich, Grafschaft Erbach, Amt Erbach (Zent Erbach) / teils reichsfreier Besitz des Grafen von Ingelheim
- ab 1718: Heiliges Römisches Reich, Grafschaft Erbach-Erbach, Anteil an der Grafschaft Erbach, Amt Erbach  / teils reichsfreier Besitz des Grafen von Ingelheim
- ab 1806: Großherzogtum Hessen (Souveränitätslande),[Anm. 2] Fürstentum Starkenburg, Amt Erbach (zur Standesherrschaft Erbach gehörig)
- ab 1815: Großherzogtum Hessen[Anm. 3] (Souveränitätslande), Provinz Starkenburg, Amt Erbach (zur Standesherrschaft Erbach gehörig)
- ab 1822: Großherzogtum Hessen, Provinz Starkenburg, Landratsbezirk Erbach[Anm. 4]
- ab 1848: Großherzogtum Hessen, Regierungsbezirk Erbach
- ab 1871: Deutsches Reich,[Anm. 5] Großherzogtum Hessen, Provinz Starkenburg, Kreis Erbach
- ab 1918: Deutsches Reich (Weimarer Republik), Volksstaat Hessen,[Anm. 6] Provinz Starkenburg, Kreis Erbach
- ab 1938: Deutsches Reich, Volksstaat Hessen, Landkreis Erbach[16][Anm. 7]
- ab 1945: Amerikanische Besatzungszone,[Anm. 8] Groß-Hessen, Regierungsbezirk Darmstadt, Landkreis Erbach
- ab 1946: Amerikanische Besatzungszone, Hessen, Regierungsbezirk Darmstadt, Landkreis Erbach
- ab 1949: Bundesrepublik Deutschland, Hessen, Regierungsbezirk Darmstadt, Landkreis Erbach
- ab 1972: Bundesrepublik Deutschland, Hessen, Regierungsbezirk Darmstadt, Odenwaldkreis, Stadt Michelstadt[Anm. 9]

### Bevölkerung
Einwohnerstruktur 2011
Nach den Erhebungen des Zensus 2011 lebten am Stichtag dem 9. Mai 2011 in Würzberg 867 Einwohner. Darunter waren 9 (1,0 %) Ausländer. Nach dem Lebensalter waren 135 Einwohner unter 18 Jahren, 351 zwischen 18 und 49, 174 zwischen 50 und 64 und 207 Einwohner waren älter. Die Einwohner lebten in 372 Haushalten. Davon waren 114 Singlehaushalte, 105 Paare ohne Kinder und 126 Paare mit Kindern, sowie 18 Alleinerziehende und 6 Wohngemeinschaften. In 96 Haushalten lebten ausschließlich Senioren und in 222 Haushaltungen lebten keine Senioren.
Einwohnerentwicklung
| Quelle: Historisches Ortslexikon |                                                                     |
| 1522:                            | 21 waffenfähige Männer                                              |
| 1623:                            | 27 Häuser mit 150 Einwohnern                                        |
| 1650:                            | 2 Männer                                                            |
| 1961:                            | 730 evangelische (= 87,43 %), 105 katholische (= 12,57 %) Einwohner |

| Würzberg: Einwohnerzahlen von 1829 bis 2024 | Würzberg: Einwohnerzahlen von 1829 bis 2024 | Würzberg: Einwohnerzahlen von 1829 bis 2024 | Würzberg: Einwohnerzahlen von 1829 bis 2024 | Würzberg: Einwohnerzahlen von 1829 bis 2024 |
| --- | ------------------------------------------- | ------------------------------------------- | ------------------------------------------- | ------------------------------------------- |
| Jahr |                                             |                                             |                                             | Einwohner                                   |
| 1829 | 1829                                        |                                             | 434                                         | 434                                         |
| 1834 | 1834                                        |                                             | 521                                         | 521                                         |
| 1840 | 1840                                        |                                             | 591                                         | 591                                         |
| 1846 | 1846                                        |                                             | 639                                         | 639                                         |
| 1852 | 1852                                        |                                             | 674                                         | 674                                         |
| 1858 | 1858                                        |                                             | 573                                         | 573                                         |
| 1864 | 1864                                        |                                             | 644                                         | 644                                         |
| 1871 | 1871                                        |                                             | 712                                         | 712                                         |
| 1875 | 1875                                        |                                             | 737                                         | 737                                         |
| 1885 | 1885                                        |                                             | 729                                         | 729                                         |
| 1895 | 1895                                        |                                             | 665                                         | 665                                         |
| 1905 | 1905                                        |                                             | 712                                         | 712                                         |
| 1910 | 1910                                        |                                             | 752                                         | 752                                         |
| 1925 | 1925                                        |                                             | 721                                         | 721                                         |
| 1939 | 1939                                        |                                             | 734                                         | 734                                         |
| 1946 | 1946                                        |                                             | 933                                         | 933                                         |
| 1950 | 1950                                        |                                             | 950                                         | 950                                         |
| 1956 | 1956                                        |                                             | 812                                         | 812                                         |
| 1961 | 1961                                        |                                             | 835                                         | 835                                         |
| 1967 | 1967                                        |                                             | 878                                         | 878                                         |
| 1970 | 1970                                        |                                             | 837                                         | 837                                         |
| 1975 | 1975                                        |                                             | 867                                         | 867                                         |
| 1986 | 1986                                        |                                             | 985                                         | 985                                         |
| 2005 | 2005                                        |                                             | 897                                         | 897                                         |
| 2011 | 2011                                        |                                             | 867                                         | 867                                         |
| 2016 | 2016                                        |                                             | 796                                         | 796                                         |
| 2019 | 2019                                        |                                             | 778                                         | 778                                         |
| 2024 | 2024                                        |                                             | 758                                         | 758                                         |
| Datenquelle: Historisches Gemeindeverzeichnis für Hessen: Die Bevölkerung der Gemeinden 1834 bis 1967. Wiesbaden: Hessisches Statistisches Landesamt, 1968. Weitere Quellen: LAGIS; Stadt Michelstadt; Zensus 2011 |                                             |                                             |                                             |                                             |

## Politik
Ortsbeirat
Für Würzberg besteht ein Ortsbezirk (Gebiete der ehemaligen Gemeinde Würzberg) mit Ortsbeirat und Ortsvorsteher, nach Maßgabe der §§ 81 und 82 HGO und des Kommunalwahlgesetzes in der jeweils gültigen Fassung gebildet. Der Ortsbeirat besteht aus fünf Mitgliedern. Bei den Kommunalwahlen in Hessen 2021 betrug die Wahlbeteiligung zum Ortsbeirat Würzberg 65,12 %. Alle Kandidaten gehörten der Liste für Würzberg an. Der Ortsbeirat wählte Manuel Dingeldein zum Ortsvorsteher.

## Kulturdenkmäler

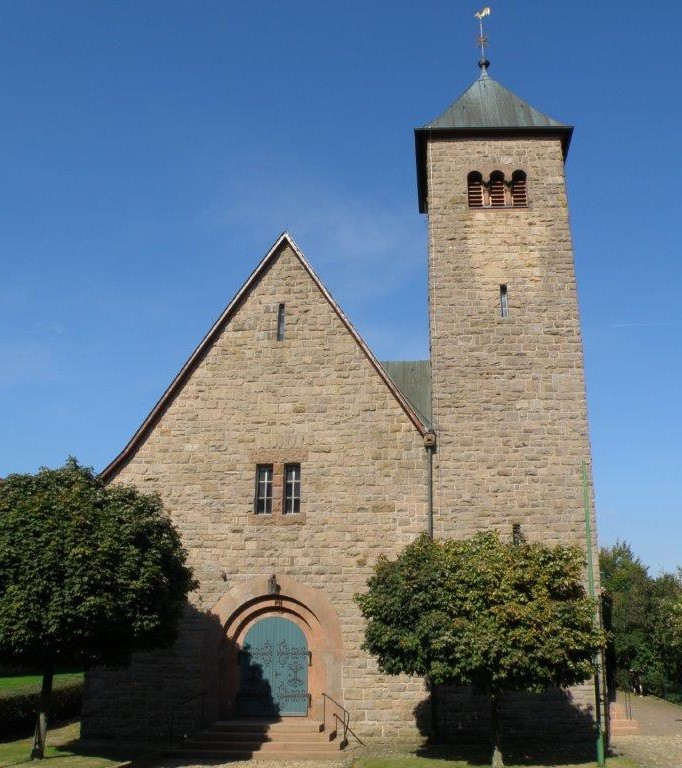
Evangelische Kirche in Würzberg

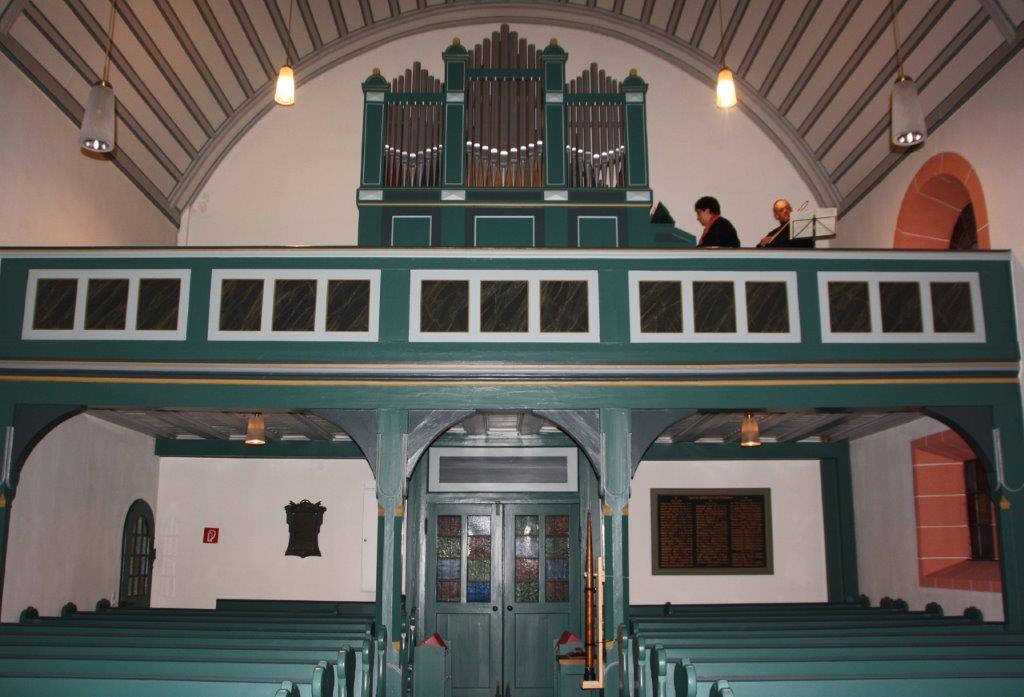
Orgelprospekt der evangelischen Kirche

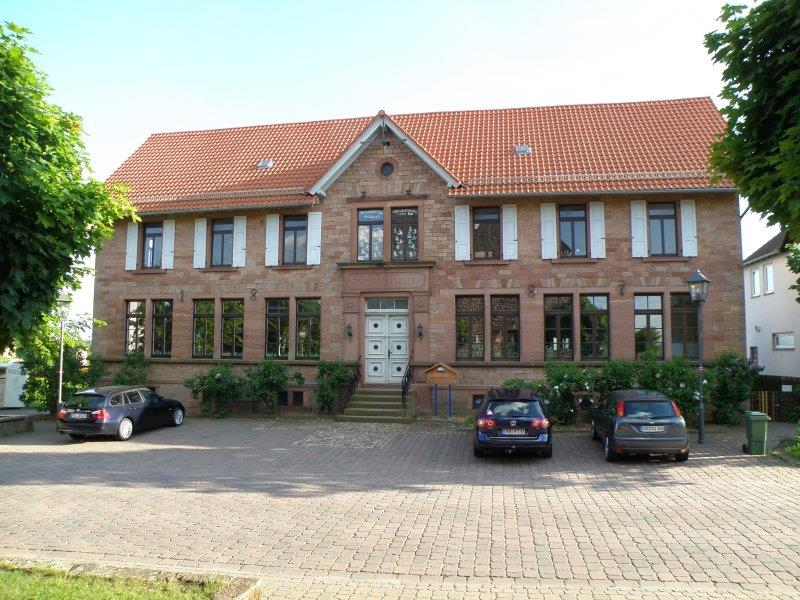
Ehemaliges Schulhaus in Würzberg

In der Liste der Kulturdenkmäler in Michelstadt  sind für Würzberg 15 Kulturdenkmäler aufgeführt.
Die zwischen 1905 und 1907 im neuromanischen Stil aus Odenwälder Sandstein errichtete evangelische Kirche steht – zusammen mit dem gegenüber liegenden Schulhaus von 1887 – unter Denkmalschutz. „Im Stil eher altertümlich, verwirklicht das Gebäude durch die Handwerklichkeit und die Materialbetontheit der schweren Bossenquaderung bereits die modernen Tendenzen des 1907 von H. Muthesius u. a. gegründeten ‚Werkbundes‘ [...].“ Besonders beeindruckend ist die schlichte Eleganz der Innengestaltung. Patronatsherren der Kirche sind die Grafen zu Erbach-Fürstenau, da Würzberg traditionell als Filialdorf zum unter deren Patronat stehenden Kirchspiel Michelstadt gehörte. Ein farblich gefasstes geschnitztes Erbacher Grafenwappen befindet sich auf der Backe einer vorderen Bank des Kirchengestühls.

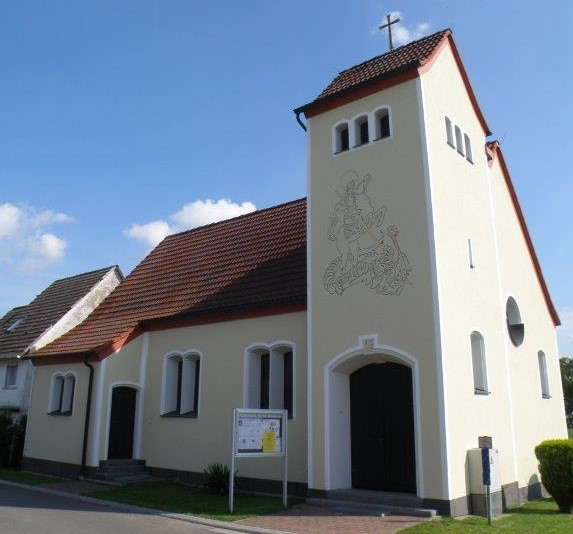
Katholische Kirche St. Georg in Würzberg

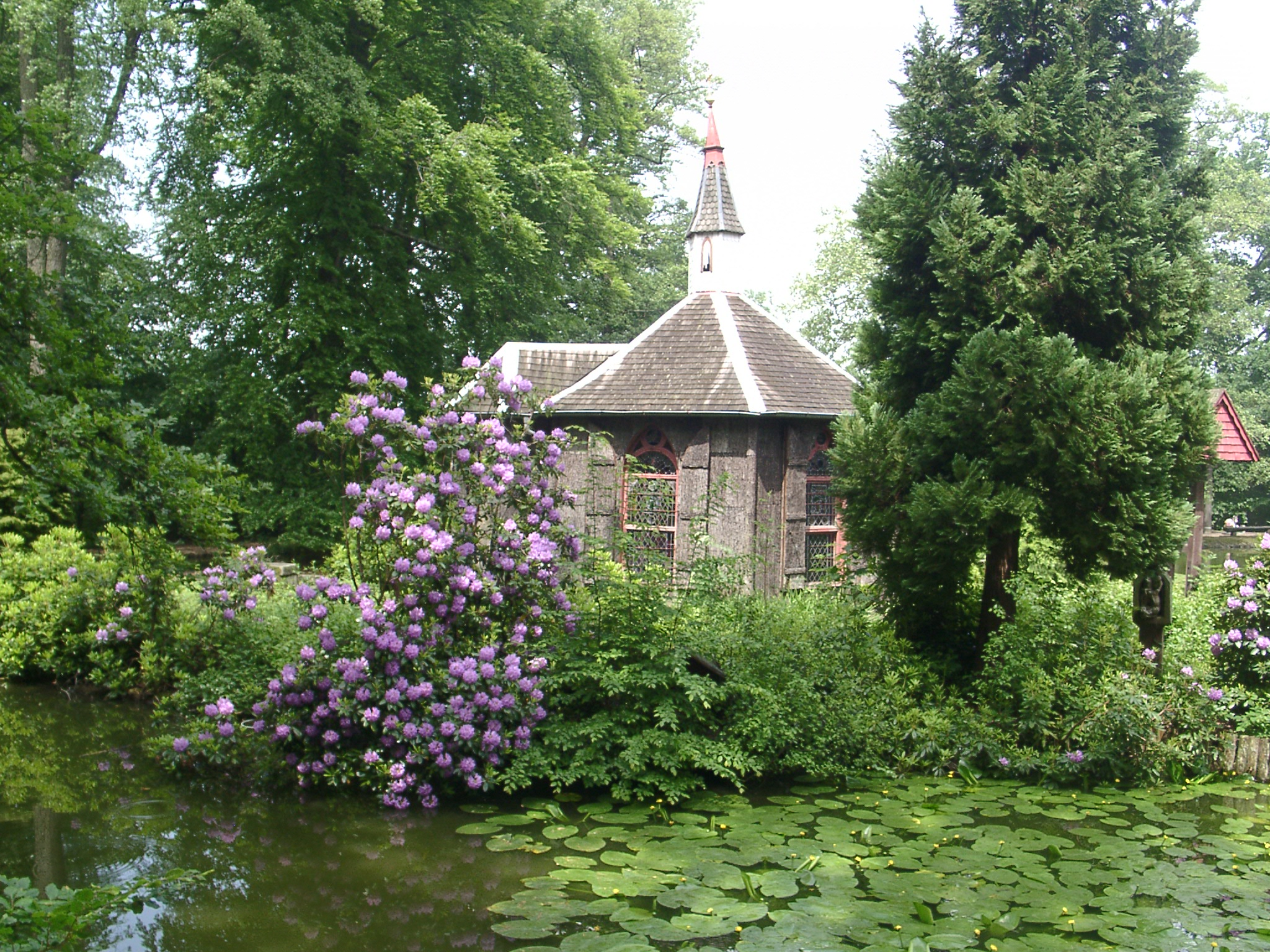
Lutherische Seekapelle in Eulbach

Im Jahr 1953 errichteten Ortsbürger aller Konfessionen mit Sachzuwendungen aus der Bürgerschaft, des Grafenhauses Erbach-Erbach, des im benachbarten Amorbach ansässigen Fürstenhauses Leiningen und mit Mitteln des Bistums Mainz weit überwiegend in Selbsthilfe im Zeichen einer informellen Ökumene im Nordosten des Ortes (Im Eck 14) einen Kirchbau für die Familien katholischer Konfession, die zum kleineren Teil traditionell im ehemals Unter-Würzberg der katholischen Ingelheimer Grafen wohnten, zum größeren Teil aber erst nach dem Zweiten Weltkrieg als Neubürger aus dem Osten zugezogen waren. Der Bischof von Mainz Albert Stohr weihte am 27. Juni 1954 persönlich die kleine Filialkirche – offiziell eine Kapelle der katholischen Pfarrei Hl. Geist Vielbrunn – dem Heiligen Georg, wovon ein Putzbild des Heiligen als Drachentöter des Miltenberger Kirchenmalers Kurt W. Zöller (1921–1995) über der Eingangspforte zeugt. Das Protektorat über das Kirchlein hatte als einer der Förderer des Baus der im Jagdschloss Eulbach wohnende Franz II. Graf zu Erbach-Erbach (1925–2015) schon bei der Grundsteinlegung übernommen; er war lutherischer Konfession. Auch das Innere wurde von Kirchenmaler Kurt W. Zöller ausgestaltet; u. a. zeigt ein Sgraffito-Bild im Altarraum den gekreuzigten und gekrönten Christus, links und rechts begleitet von den alttestamentarischen Gestalten des Noe beim Pflanzen eines Weinstocks und der Ruth beim Ährensammeln – beide als allegorische Verweise auf Wein und Brot des von Jesus Christus gestifteten Abendmahls.
Als die Würzberger evangelische Kirchengemeinde 1960 Stahlglocken ihres Kirchengeläuts durch Bronzeglocken ersetzte, spendete sie die alten Glocken den katholischen Mitbürgern für ihre Kirche St. Georg, sodass seitdem auch dieses Gotteshaus über ein Geläut verfügt.
Besondere touristische Anziehungspunkte Würzbergs sind die Reste der römischen Kastelle (bes. das Römerbad) und die sonstigen Zeugnisse aus der Römerzeit sowie der – hier „Englischer Garten“ genannte – Eulbacher Park als romantischer Landschaftsgarten englischen Stils aus dem ersten Jahrzehnt des 19. Jahrhunderts mit angeschlossenen Tiergehegen. Als ältester deutscher Museumspark für römisch-antike Ausgrabungen besitzt der Englische Garten als Gesamtanlage den offiziellen Status eines Kulturdenkmals.
Im Englischen Garten in Eulbach steht auf einer Insel im dort angelegten Weiher das dritte und älteste Gotteshaus in der Würzberger Gemarkung: die schon bei Anlage des Parkes erbaute, im romantischen Sinne mit Baumrinde verkleidete und seit 1858 auch für Gottesdienste eingerichtete so genannte Seekapelle. Sie dient der gräflichen Familie bei ihrem Aufenthalt im Eulbacher Jagdschloss als Hauskapelle. Gelegentlich – meist am Pfingstmontag – dort stattfindende Gottesdienste folgen dem altlutherischen Ritus.
Im Nordosten der Gemarkung befindet sich unweit des „Mainwegs“, einer aufgelassenen historischen Straßenverbindung ins Maintal, nahe der Grenze zu Bayern der Hohle Stein, eine am steilen westlichen Abhang zum Mangelsbach hin liegende Formation aus zwei Sandsteinfelsen, die mit einer sie überdeckenden Felsplatte eine kleine Höhle bildet. Der Überlieferung nach soll sich hier um 1800 der Schinderhannes genannte Räuberhauptmann Johannes Bückler bei einem Streifzug im Odenwald verborgen haben. Der Ort zählt zu den geschützten Naturdenkmälern.
Siehe auch:
Kulturdenkmäler in Würzberg

## Verkehr und Infrastruktur
Die Ortsmitte von Würzberg liegt etwa zwei Kilometer südlich der Bundesstraße 47, der Nibelungenstraße, die von der Kernstadt Michelstadt im Westen am Jagdschloss Eulbach vorbei über die bayerische Landesgrenze nach Amorbach im Osten und weiter ins badische Walldürn führt.
Westlich von Eulbach zweigt die Kreisstraße K 45 von der Bundesstraße nach Süden ab und führt durch Würzberg zur bayerischen Landesgrenze in Richtung Breitenbuch; die Durchfahrt durch die bebaute Ortslage hat eine Länge von insgesamt ca. 2,5 Kilometern.
Knapp östlich von Eulbach zweigt die Landesstraße L 3349 nach Norden von der B 47 ab, erschließt den nördlichen Zipfel der Gemarkung bis zum ehemaligen Wohnplatz Lichte Platte und führt weiter nach Vielbrunn und ins Gebiet der ehemaligen Herrschaft Breuberg.
Hinter dem Dorf von der K 45 in Richtung Breitenbuch abzweigend, führt auf der Trasse einer alten Römerstraße (als Teilstück der „Hohen Straße“ von Wörth bis Osterburken) den Limesverlauf mit seinen Denkmälern entlang eine befestigte Verbindungsstraße durch den Wald nach Hesselbach. Sie verläuft hier zu einem großen Teil auf privatem, in Bayern gelegenem Grund und zählt nicht zum öffentlichen Verkehrswegenetz, gleichwohl wird sie vom hessischen Odenwaldkreis unterhalten.
Zum Würzberger Ortsteil Eutergrund, zur Einzellage Heinstermühle, zu den geografisch nächstgelegenen hessischen Nachbarorten Ernsbach, Erbuch und Bullau sowie zum in Sichtweite liegenden bayerischen Boxbrunn gibt es vom eigentlichen Dorf aus keine direkten Straßenverbindungen. Zu dem auf gleichem Höhenniveau liegenden Ort Bullau ist allerdings ein Radweg ausgewiesen, der weiter bis nach Eberbach am Neckar führt. Ein weiterer Radweg führt zum Nachbardorf Boxbrunn. Wo dieser den Mangelsbach und damit die hessisch-bayerische Landesgrenze quert, wurde 2015 spaßeshalber eine stilisierte „Grenzanlage“ mit Zollhäuschen und Flaggen errichtet, die als kurioses Fotomotiv ein beliebtes Ziel für Rad- und Fußwanderer geworden ist.

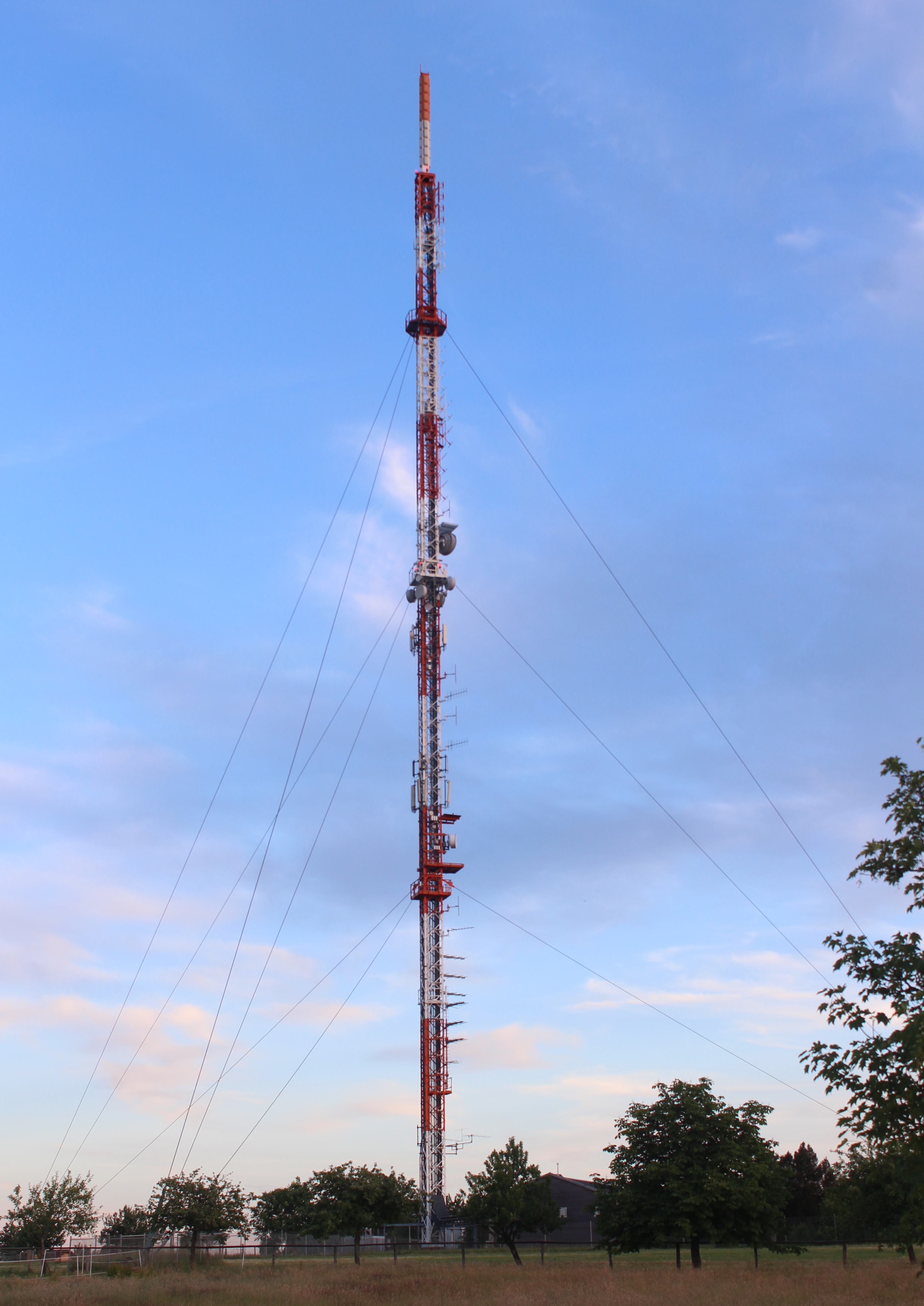
Der Sender Würzberg ist eine Landmarke des Ortes

Anschluss an den Öffentlichen Personennahverkehr des Rhein-Main-Verkehrsverbundes besteht auf der örtlichen Buslinie 40 mit werktäglich bis zu zehn Bus- und drei Rufbusverbindungen zur Kernstadt Michelstadt und zur Kreisstadt Erbach mit ihren Bahnhöfen der Odenwaldbahn, die nach Norden in Richtung Darmstadt und Frankfurt und nach Süden nach Eberbach am Neckar mit dortigem Anschluss an die S-Bahn Rhein-Neckar Richtung Mosbach/Heilbronn bzw. Heidelberg/Mannheim führt. In den Monaten April bis Oktober bedient darüber hinaus die NaTourBus-Linie 40N Michelstadt–Amorbach–Miltenberg, auf der die Mitnahme von Fahrrädern möglich ist, mit sechs Anfahrten täglich zwei Haltestellen auf der Gemarkung an der B 47 (Abzweigung Würzberg und Eulbach Schloss).
Würzberg ist eingebunden in das Netz Odenwälder Fern- und Qualitätswanderwege. Die mit Prädikat versehenen Rundwanderwege Hubenweg und Mühlenweg haben hier ihren Ausgangspunkt. In schneereichen Wintern werden auf der Würzberger Höhe Langlauf-Loipen mit nur geringen Steigungen gespurt.
Am Westrand der Ortslage kurz vor dem Ortseingang befindet sich als weithin sichtbare Landmarke der 113,5 m hohe Sendemast des Senders Würzberg des Hessischen Rundfunks.
Im ehemaligen Schulhaus betreibt die Stadt Michelstadt den Kindergarten Zur Wichtelburg. Ein Dorfgemeinschaftshaus mit einer Schießsport-Anlage dient den zahlreichen örtlichen Vereinen als Versammlungsort und steht für private und öffentliche Veranstaltungen zur Verfügung. Die Würzberger Evangelische Kirchengemeinde unterhält für ihre Aktivitäten außerhalb des Gottesdienstes in unmittelbarer Nachbarschaft zur Kirche ein Gemeindehaus. Im Feuerwehrhaus verfügen die Freiwillige Feuerwehr und der Ortsverein des Deutschen Roten Kreuzes über eigene Räumlichkeiten. Der Fußballverein VfR 1946 e. V. besitzt an der Sportanlage an der Hesselbacher Straße ein eigenes Vereinshaus.
Der Tierschutzverein Odenwald e. V. unterhält in Würzberg am Jägertor das größte Tierheim des Odenwaldkreises.

## Persönlichkeiten
- Der Sprach- und Kulturwissenschaftler Heinrich J. Dingeldein, Mitverfasser und -herausgeber des Hessen-Nassauischen Wörterbuchs und der Hessischen Sprachatlanten, wurde 1953 in Würzberg geboren.
- Alexander Graf zu Erbach-Erbach und von Wartenberg-Roth (1891–1952), in den Jahren 1917 und 1918 der letzte Abgeordnete der Standesherrschaft Erbach-Erbach in der Ersten Kammer der Landstände des Großherzogtums Hessen, lebte und starb im Jagdschloss Eulbach.
- Franz Graf zu Erbach-Erbach und von Wartenberg-Roth (1925–2015), Chef des Grafenhauses Erbach, hatte die längste Zeit seines Lebens seinen Wohnsitz im Jagdschloss Eulbach.
- Leonhard Heß (* 7. Mai 1886 in Würzberg; † 24. November 1967 ebenda), als letzter Müller in der Heinstermühle weithin bekannt als „der Heinstermüller“, erlangte durch die Veröffentlichung von Sagen, Schauergeschichten und populärhistorischen Erzählungen aus dem hessisch-bayerisch-badischen Grenzland im Odenwald in der regionalen Presse hohes Ansehen als Volkserzähler.[36] 1966 wurde Heß, der auch eine Ortschronik führte, anlässlich seines 90. Geburtstags von seiner damals noch selbständigen Heimatgemeinde zu ihrem ersten und einzigen Ehrenbürger ernannt.